# YTN
Телевізійні новини Йонхап, скор. «Уай-Ти-Ен» (ханг.: 와이티엔, акронім від англ. Yonhap Television News, скор. YTN) — цілодобовий інформаційний південнокорейський телеканал. Зснований 14 вересня 1985 роки як дочірнє підприємство новинного агентства Yonhap під назвою "Yonhap Television News" і почав своє мовлення 1 березня 1987 року. Телеканал доступний на кабельному, супутниковому та IPTV. 

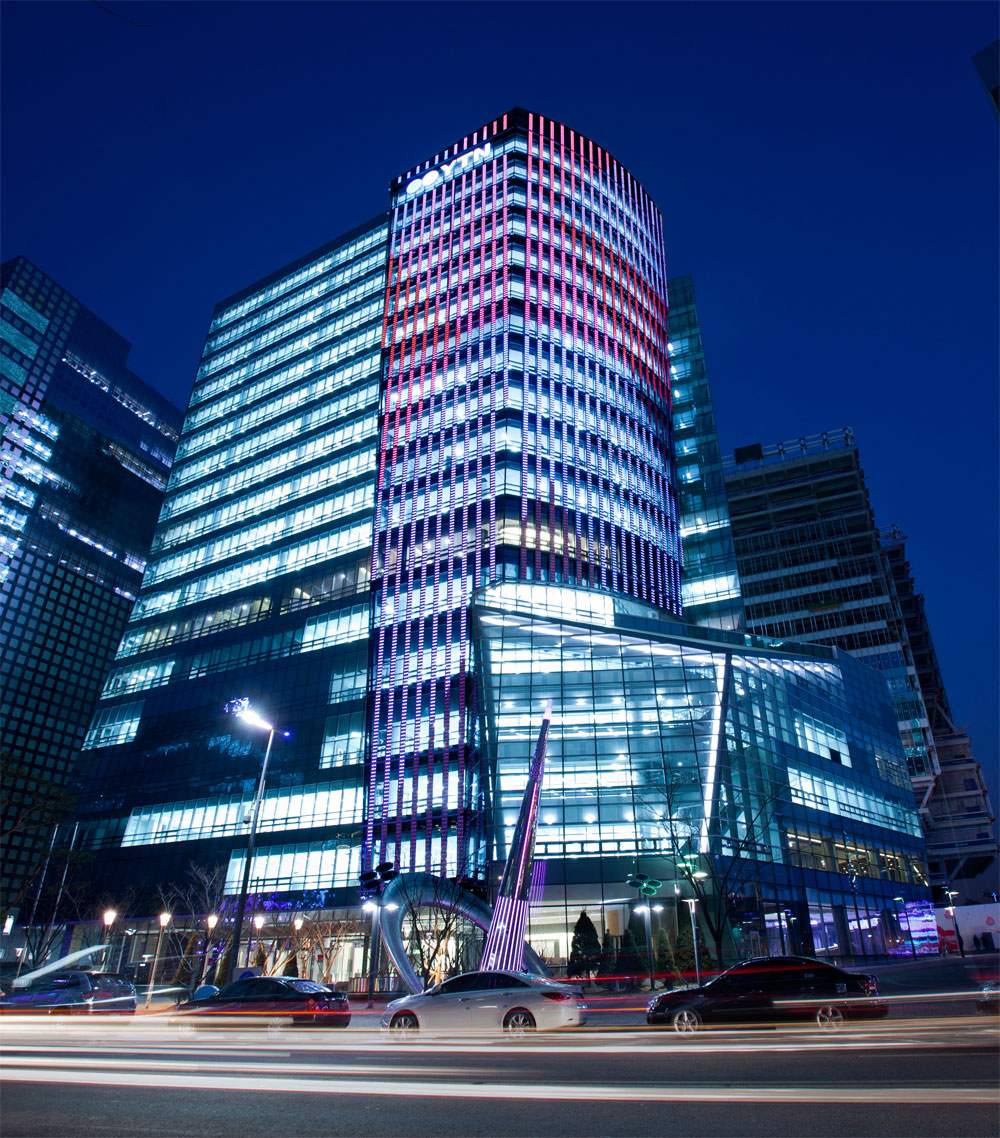
Штаб-квартира YTN в Сеулі

Адреса штаб-квартири — м. Сеул, район Мапхо-гу, Сангам-дон 76.
Попередні гасла каналу — "Вчора, сьогодні і зараз", "Ваша правдива мережа", обидва вони є абревіатурами назви каналу (англ. Yesterday, Today and Now and Your True Network). Три поточні гасла каналу: "Завжди першими", "Ексклюзивне завтра" та "Так! Топ новин!". Канал також має гасло, "Всякий раз де є новини, там ми".

## Послуги YTN
- YTN: Перший корейський новинний телеканал, передає всі актуальні новини, погоду, спорт да дорожній рух, а також поглиблений аналіз. Пряму трансляцію можна переглядати 24 години на добу, але журнал прямого ефіру є лише між 04:30 та 01:00.
- YTN SCIENCE: Перший корейський науковий канал пропонує широкий спектр наукової інформації.
- YTN LIFE: Канал надає прогноз погоди, а також актуальну інформацію про катастрофи та поради щодо здорового способу життя. Він транслює в прямому ефірі цілодобово.
- YTN News FM 94.5: Єдина корейська радіостанція з новинами, погодою а також музикою. Він транслює в прямому ефірі цілодобово.
- YTN WORLD: Міжнародний мовник для поширення різних корейських новин та контенту про культуру, ІТ-індустрію та бізнес по всьому світу.
- YTN KOREAN: Прогресивна закордонна корейська спеціалізована телерадіомовна компанія, що спеціалізується на багатомовних трансляціях в мережі інтернет.

## Логотип

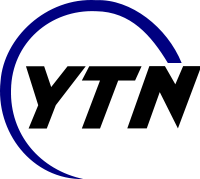
Первий логотип YTN (березнь 1995 р. - квітень 2014 р.)
Поточний логотип YTN (квітень 2014 р. - по теперішній час)